# عبد القادر الريس
عبد القادر الريس هو رسام إماراتي حائز على العديد من الجوائز اشتهر بفنه التجريدي الذي يجمع بين الأشكال الهندسية والخط العربي.

## النشأة
ولد عام 1951 في دبي في الإمارات العربية المتحدة. بدأ في التعامل مع الفن بجدية، في سن الرابعة عشرة، بعد وفاة والده، أرسلته والدته إلى الكويت للعيش مع أخته. اعتبر نفسه «محظوظًا لأن الحكومة الكويتية كانت تدعم الفن في ذلك الوقت، لذلك كان لديه إمكانية الوصول إلى جميع المواد الفنية التي أحتاجها مجاناً.»  أظهر موهبة مبكرة، والتي عزاها بأنها «هدية من الله».
مكث مع أخته في الكويت حتى بلغ الثامنة عشرة من عمره، وفي ذلك الوقت أكمل تعليمه الأساسي في المدرسة النحوية. مما لا شك فيه أن التجارب المبكرة لعبد القادر في الكويت، بما في ذلك التعاليم، أثرت في تطوره فنياً وفكرياً.

## أعماله
يشتهر أكثر بأعماله التجريدية التي تتضمن أشكالًا هندسية وكتابة عربية. حيث برز إستخدامه المربعات العائمة في اللوحة كخاصية وسمة مميزة في أعماله الفنية.
في عام 2015، تم استخدام أعماله الفنية لتزيين عربات مترو دبي،  كجزء من موسم دبي للفنون.
خلال عام 2016، تم إدراج قطع الريس الفنية في معرض جماعي في برلين بعنوان Art Nomads - Made in the Emirates  والذي يمثل الفن والثقافة الإماراتية المعاصرة.

## المعارض الفردية
- 1987 - دبي، الشارقة
- 1988- دبي
- 1989 - أبوظبي
- 1990 - دبي
- 1991 - أبوظبي، دبي
- 1992- براغ، ليبيريتش، تشيكوسلوفاكيا، بيروت
- 1993 - واشنطن العاصمة
- 1994- العين، دبي
- 1996 - أبو ظبي، ألمانيا، دبي
- 1997 - أبو ظبي، دبي، بينالي الشارقة
- 2001 م - أبو ظبي، الكويت، دبي، العين
- 2002- قطر
- 2003 - دبي؛
- 2005 - دبي، عمان
- 2007 - دبي، أبو ظبي
- 2008- دبي، الرياض